# Privát kopó (televíziós sorozat)
A Privát kopó egy 1992–ben készült színes, 6 részes magyar krimi-vígjátéksorozat, ami 1993–ban futott először a Magyar Televízió műsorán. Rendező: Szurdi Miklós. A – névleg – Amy O'Brothers regénye alapján készült sorozatban Simon magánnyomozó kalandjait követhetjük figyelemmel, minden epizód egy-egy önálló történet.
A sorozatot 1998 és 1999 között többször műsorra tűzte a TV2, illetve 2005 és 2008 között a Viasat 3 is. 2009 őszén az m2, 2014–ben a Duna Televízió és a Duna World is vetítette. 2015 után többször műsorra tűzte az m3 csatorna, 2023-tól a Magyar Mozi TV is műsorra tűzte.

## Szereplők
- Kern András (Simon Zoltán, a Privát kopó)
- Eszenyi Enikő (Kenyeres Jutka)
- Cserhalmi György (Bandi)
- Verebes István (Rózner alezredes)
- Szabó Dániel (Simon Marci)
- Tordy Géza (Lőrincz Ottó)
- Andorai Péter (Weiner György)
- Hollósi Frigyes (Jenő, a zongorista)
- Koltai Róbert (Borlay)
- Gábor Miklós (Csók Pál)
- Mensáros László (Gál Ottó)
- Csákányi László (Papa)
- Kováts Adél (Andrea)
- Bezerédi Zoltán (Dr. Valló Géza őrnagy)
- Epres Attila (Tihanyi Sanyi)
- Iglódi István (Hajdú)
- Végvári Tamás (Zsolt László)
- Gyöngyössy Katalin (Rózsika, titkárnő)
- Töreky Zsuzsa (Joli, Bandi felesége)
- Molnár Judit (Maja)
- Győry Emil (Pogány úr)
- Gruber Hugó (id. Simon Zoltán hangja a telefon-rögzítőn)

## Epizódok
- 1. rész: Az örökség (1.)

Epizódszereplők: Tordai Teri, Gór Nagy Mária, Szabó Gabi, Mucsi Zoltán, Beregi Péter, Borbiczki Ferenc, Baranyi László, Selmeczi Roland, Rajkai Zoltán, Danyi Judit, Király Attila és Vándor Éva, mint Mari, Simon feleségének a hangja
A film főhőse Simon Zoltán, aki édesapja temetésére érkezik haza kétéves amerikai semmittevés után, s veszi át a Simon és Fia magánnyomozói iroda vezetését. Minden a nyakába szakad, az iroda, az élet és Marci, egy 12 éves kissrác, aki szintén Simon. Ő hősünk kisfia, s kapcsolatuk igen sajátosan alakul. Az első rész a gazdagok környezetében játszódik. Egy születésnapi est torkollik halálos kimenetelű autóversenybe. Simon elhatározza, hogy kideríti az igazságot.
- 2. rész: Bolond bombák (2.)

Epizódszereplők: Csikos Gábor, Kárász Zénó, Wéber Tibor, Szurdi Miklós, Szurdi Tamás, Ujlaki Dénes, Méhes László, Hunyadkürti György, Szakács Tibor, Uri István, Dzsupin Ibolya, Heller Tamás, Tóth Titusz, Kivés György, Menszátor Héresz Attila, Szőke András
Egy fővárosi általános iskolába a rendőrségnek időről-időre bombariadó miatt kell kivonulnia. Rózner alezredes megelégeli a kerületiek tehetetlenségét, és felkéri Simont, hogy vesse bele magát az ügybe, és segítsen kideríteni, hogy ki állhat ezeknek a fenyegetéseknek a hátterében. Simon nem is sejti, hogy az ügyben fia, Marci lesz a kulcsfigura. Mindeközben Simon egy reggelen hűlt helyét találja fekete londoni taxijának is.
- 3. rész: A félelem ára (3.)

Epizódszereplők: Barbinek Péter, Balikó Tamás, Benkő Péter, Seress Zoltán, Csonka András, Györgyfalvay Péter,  Nagy Zoltán, Szilvássy Annamária, Závodszky Noémi, Láng József, Oberfrank Pál, Koroknay Géza, Galgóczy Imre, Harmath Imre, Máhr Ágnes, Karsai István
Védelmi pénzeket szed a környékbeli kis üzletektől egy újonnan alakult bűnszövetkezet, amelynek vezetője egy titokzatos, fekete kalapos, joviális öregúr. Simon elhatározza, hogy kideríti, ki is ez az ember valójában. Eközben felbukkan egy rég nem látott ismerős is, egy osztrák biztosítótársaság vezetője, aki helyettesére gyanakszik, hogy az huzamosabb ideje nagyobb összegeket sikkaszt el. Ezzel még nincs vége Simon feladatainak, hiszen Marci osztálytársának anyja is segítségét kéri egy a munkahelyén, az exkluzív sportklubban elszaporodott lopások elkövetőinek leleplezésében. Ráadásul érdekes módon a három ügy össze is függ egymással...
- 4. rész: Öngyilkos gyilkosságok (4.)

Epizódszereplők: Esztergályos Cecília, Xantus Barbara, Gönczöl János, Kolos István, Timkó Eszter, Incze József, Vágó István, Piroch Gábor, Dózsa Zoltán, Várfi Sándor, Fonyó József, Somody Kálmán, Urmai Gábor, Breckl János, Posta Lajos, Wohlmuth István, Varga Tamás
A börtönbüntetését töltő Tihanyi Sanyi autószerelő, Simon egyik régi "ügyfele", arra gyanakszik, hogy húga, a kis Juli rossz társaságba került. Simon felajánlja segítségét, ám ekkor még nem is sejti, hogy nyomozása során egy virágzó call-girl hálózat tulajdonlása körüli gyilkossági ügy közepébe csöppen bele. Az azonban még Simont is meglepi, hogy az ügy igazi célpontja nem más, mint ő maga.
- 5. rész: Zsarolni veszélyes! (5.)

Epizódszereplők: Berkes Kornélia, Bod Teréz, Kovács István, Hetényi Pál, Kiss Jenő, Bács Kati, Hunyadkürti István, Lengyel Kati, Kiss Gábor, Prókai Éva, Atkári-Gyóni Nikolett, Kisfalussy Bálint, Ferdinándy Géza, Sajgál Erika, Bősze Péter, Gyürki István, Kivés György, Balogh Menyhért
Simont felkeresi egy régi ügyfele, akit nagy összegre zsarolnak egy találmányával kapcsolatban. Fondorlatosan bűvészasszisztensi segédlettel kilopják az ügyfél zsebéből a pályaudvari megőrző kulcsát, amely a pénzt rejtette. Simon elindul a bűvész útvonalon, s eljut egy olyan céghez, melyről kiderül, hogy egy volt elhárító tiszt irányítja a háttérből.
- 6. rész: Az egyszer-volt gyilkosságok (6.)

Epizódszereplők: Szűcs Ildikó (hangja: Hegyi Barbara), Lippai László, Körtvélyessy Zsolt, Ádám Tamás, Rajhona Ádám, Borbély László, Kolba Vilmos, Tóth Auguszta, Győri Péter, Koós Olga, Vogt Károly, Fonyó József, Zalatnai (Palcsó) Brigitta, Kivés György, Oláh János, Salinger Gábor, Martin Márta, Kölgyesi György, Gyürki István
Simon ezúttal az elhárítók utasítására kezd el nyomozni egy hazatelepülő bizalmas állami funkcióba került volt rendőr ügyében, aki Simon édesapjának volt az évfolyamtársa a Rendőrakadémián. A tizenkét végzett rendőrből már csak egy él. Simonnak meggyőződése, hogy az illetőnek köze lehet a többiek halálához, ezért csapdát állít: egy öreg színészt szerződtet, s kelt általa életre egy régen elhunyt osztálytársat. Közben felkeresi őt a Szépségkirálynő is, hogy segítsen neki kinyomozni, hogy ki az a hasonmás, aki az ő nevében jelentetett meg egy újságban intim felvételeket. Ráadásul Marci egyik zsoké ismerősét is megfenyegetik, hogy ha meg meri nyerni a derbit, akkor eltörik a lábát. És ez még nem minden: Rózner is tanácsát kéri egy őrült elfogásában, aki fogorvosokat gyilkol.

## Bakik
- A 2. rész egyik jelenetében a Vízipók-csodapók című rajzfilmhez készítenek szinkront, amely ekkor már 4 éve be volt fejezve. Az epizód végi stáblistán az Ujlaki Dénes által alakított gorillának a neve a Kopasz, holott Ujlaki Dénes egyáltalán nem kopasz.
- A 3. részben a stáblistáról lehagyták Győry Emil nevét, aki az epizód főgonoszát, Pogány urat alakítja.
- Az 5. részben az Iglódi István által alakított Hajdú nevű NBH tiszt őrnagynak szólítja a Verebes István által alakított Róznert, miközben az 1. részben még alezredes volt. A sorozatnak nincs olyan jelenete, ami arra utalna, hogy Róznert visszaminősítették volna őrnaggyá.

## Érdekesség
- A Bolond bombák című részben szerepelnek a Sonic Smell zenekar tagjai.
- Csákányi Lászlónak, Mensáros Lászlónak és Vogt Károlynak egyik utolsó filmszerepe volt ez a sorozat, a nevük a stáblistán már gyászkeretben van.